# Christoph Bieler
Christoph Bieler, född den 28 oktober 1977 i Hall in Tirol, är en österrikisk utövare av nordisk kombination som tävlat i världscupen sedan 1996.
Bielers första seger i världscupen kom vid sprinttävlingarna i Lillehammer 2006. Bäst har Bieler placerat sig på fjärde plats i den totala världscupen, vilket han gjorde under säsongen 2006/2007.
Bieler har deltagit i tre olympiska spel och var med i det österrikiska lag som vann guld vid OS 2006 i Turin. Han var även med i stafettlaget som tog brons vid OS 2002 i Salt Lake City. Individuellt är hans bästa placering en trettonde plats vid OS 2006. 
Bieler har även två medaljer från VM dels guld från VM 2003 och dels brons från VM 2005 båda är i stafett. Individuellt är den bästa placeringen en fjärde plats från VM 2007 i Sapporo.